# Monopecta castanea
Monopecta castanea är en fjärilsart som beskrevs av Antonius Johannes Theodorus Janse 1964. Monopecta castanea ingår i släktet Monopecta och familjen snigelspinnare. Inga underarter finns listade i Catalogue of Life.